# Juvenília
Juvenília este un oraș în Minas Gerais (MG), Brazilia.